# Бенедиктинці
Бенедикти́нці, бенедиктини (лат. Ordo Sancti Benedicti) O.S.B. — найстаріший чернечий орден католицької церкви. Заснований Святим Бенедиктом Нурсійським, який дав ордену статут, близько 529 року у Монте-Кассіно (Італія). Девізом є: «Молись і працюй» — лат. «Ora et labora». В ордені 7798 ченців.

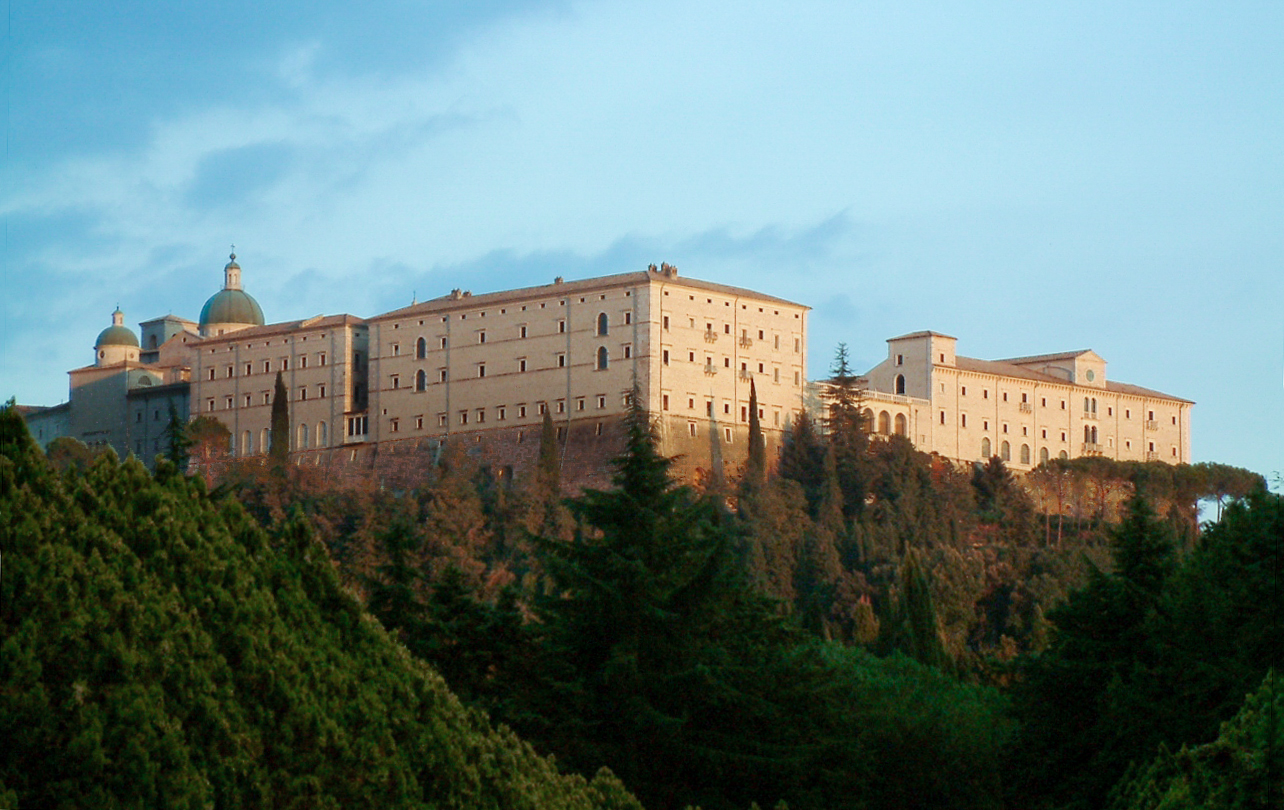
Абатство Монте-Касіно

Є жіноче відгалуження бенедиктинок, а також бенедиктинці східного обряду (головно у Бельгії), організовані за сприяння митрополита Андрея Шептицького. Орден був найбільшим феодальним землевласником. Бенедиктинці активно підтримували папство. Центри існують у Західній Європі й Америці.
З ордену бенедиктинців походять різні інші чернечі ордени, зокрема, цистерціанці, камальдули, картузіанці.

## Організація
2010 року Бенедиктинська конфедерація складалася з 21 конгрегації і незалежних 6 монастирів. Загальна кількість монастирів — 352. Загальна кількість ченців — 7438, з яких 3999 — священники. На чолі конфедерації є головний абат, який обирається на 8-річний термін. Він є представником бенедиктинців перед Святим Престолом, але не має права призначати і звільняти настоятелів монастирів.
Наголос у діяльності бенедиктинців робиться на молитви, інтелектуальні заняття, релігійне мистецтво, місіонерську роботу.

## Історія

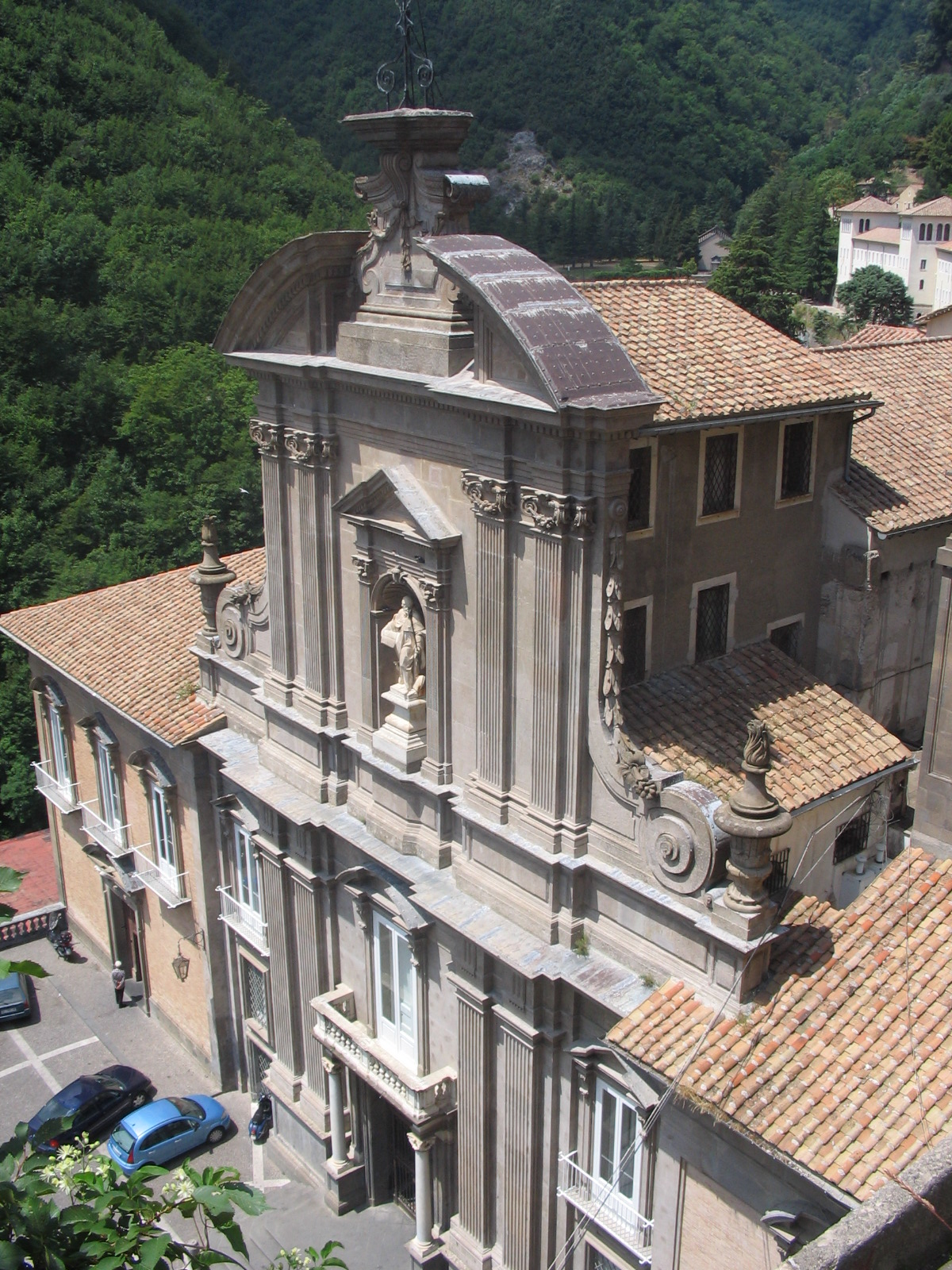
Абатство Святої Трійці Кава де Тіррені

Після смерті св. Бенедикта в 547 році заснований ним монастир Монте-Кассіно проіснував недовго і був зруйнований лангобардами близько 577 року (пізніше його відновили). Ченці за підтримки папи Григорія I Великого розійшлися по різних країнах, сприяючи поширенню статуту й ідей св. Бенедикта. Незабаром монастирі виникли в Англії, Франкському королівстві, інших країнах Західної та Центральної Європи, а до XI століття і у Східній Європі. З-поміж великих бенедиктинців цього періоду вирізняються св. Августин Кентерберійський, св. Вілліброрд, св. Адальберт Магдебурзький та інші.
Оскільки статут св. Бенедикта не передбачав централізованих структур, які об'єднують монастирі, то до XI століття монастирі, що користувались бенедиктинським статутом, були незалежними. В X—XI століттях орден зазнав кількох істотних реформ: почали з'являтися конгрегації монастирів, від бенедиктинців відбрунькувалися ордени камальдулів та цистерціанців, була проведена реформа чернечого життя, т. зв. Клюнійська реформа (за назвою абатства Клюні).
У XIII столітті виникли нові ордени домініканців та францисканців, змінилася структура європейського суспільства, що зумовило початок занепаду ордену бенедиктинців. Ще більше посилився цей занепад у ході Реформації та секуляризації XVIII століття.
У XIX столітті почалося відродження ордену, яке продовжилося й у XX столітті. Імпульсом для розвитку ордену в Новий час стала діяльність братів у галузі вивчення середньовічної літератури, музики та живопису, а також місіонерської діяльності в Африці й Азії.
У 1893 році папа Лев XIII об'єднав усі бенедиктинські монастирі й конгрегації в єдину бенедиктинську конфедерацію.

## Культура і суспільство
Внесок бенедиктинців у культуру й цивілізацію західного суспільства величезний. В епоху раннього Середньовіччя бенедиктинські монастирі були головними осередками культури в Західній Європі. Зі шкіл при абатствах вийшли практично всі видатні вчені того часу, в тому числі Беда Преподобний, Алкуїн та ін.
У бібліотеках при монастирях зберігали і переписували стародавні рукописи, вели хроніки, проводили навчання людей. При монастирях організовувалися ярмарки, що пожвавлювало торгівлю; існували лікарні, де лікували стражденних. Приймаючи подорожніх, монастирі фактично виконували роль готелів. Багато бенедиктинських ченців, такі як Ансельм Кентерберійський і Петро Даміані були видатними філософами та богословами. Бенедиктинські монастирі значно вплинули на розвиток архітектури — перші зразки романського стилю з'явилися в абатстві Клюні, а готичного — в абатстві Сен-Дені.
Внесок бенедиктинців у дослідження середньовічних текстів та живопису протягом Нового часу також дуже значний.

## Бенедиктинські конгрегації
- Конгрегація Монте-Кассіно
- Конгрегація англійська
- Конгрегація угорська
- Конгрегація швейцарська
- Конгрегація австрійська
- Конгрегація баварська
- Конгрегація бразильська
- Конгрегація солезменська
- Конгрегація американсько-кассинська
- Конгрегація сублатинська (з рядом провінцій і про-провінцій)
- Конгрегація беуронська
- Конгрегація швейцарсько-американська
- Конгрегація Св. Отилії
- Конгрегація Благовіщення (до неї належать монастирі в Польщі)
- Конгрегація слов'янська
- Конгрегація оліветанська
- Конгрегація волломброзіанська
- Конгрегація камедульська
- Конгрегація голландська
- Конгрегація сильвестринська
- Конгрегація Коно-Сур

## Папи
- Адеодат II